# Мідріаз

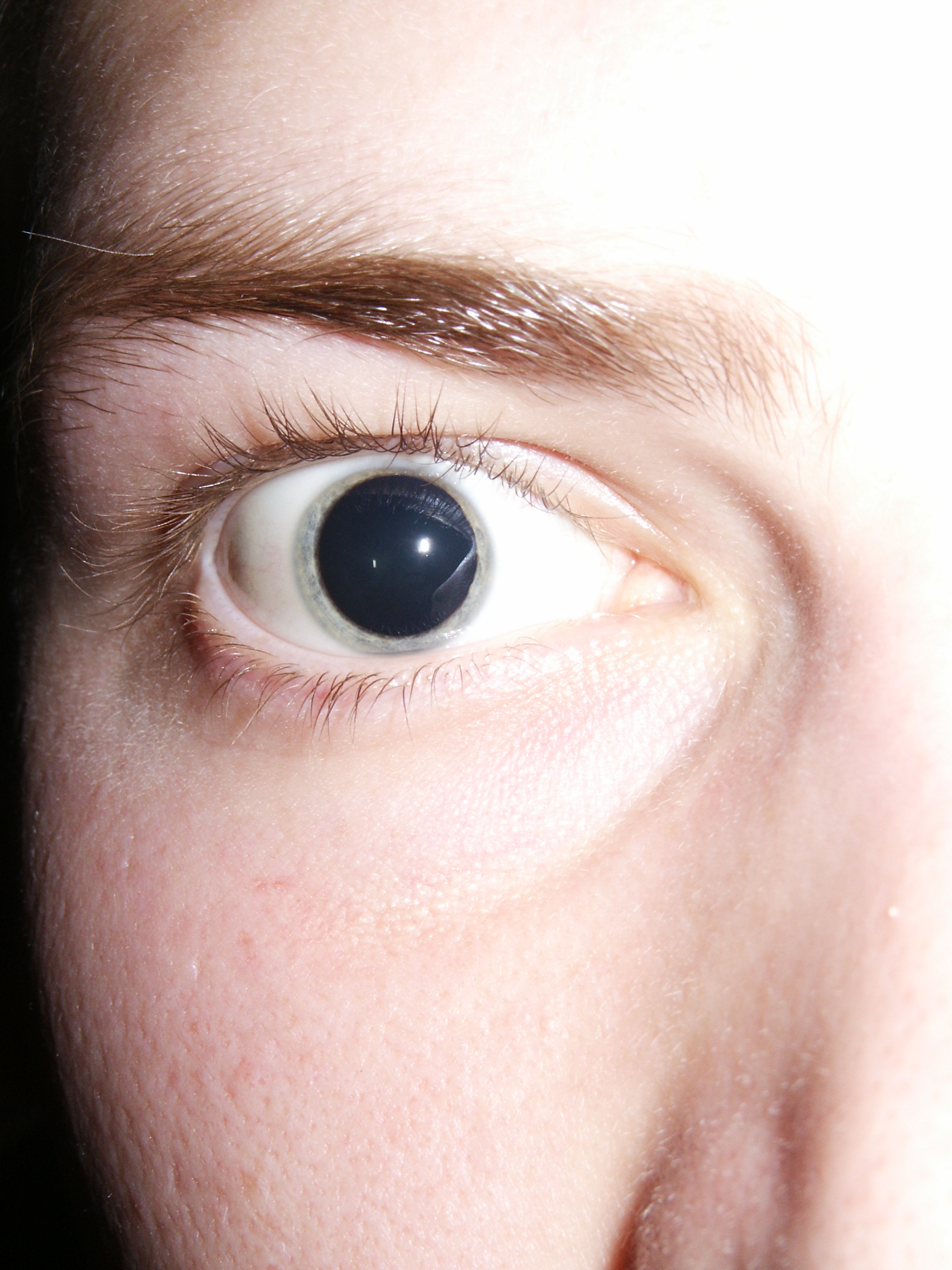
Мідріаз правого ока

Мідрі́аз — медичний термін для позначення одно- чи двостороннього розширення зіниці.
Фізіологічним і нормальним явищем є двосторонній мідріаз у темряві чи при погляді в далину.
Крім того, мідріаз може бути симптомом захворювань — патологічним явищем, його можуть спричинити медикаменти, наркотики, рослинні отрути, травми чи інші чинники.
Протилежним до мідріазу явищем є звуження зіниці, що називається міоз. Зіниця розширюється в темряві для покращення зору в нічний час і звужується при яскравому освітленні з метою захисту сітківки від пошкодження сонячними променями.
В офтальмологічній практиці часто за допомогою медикаментів створюють мідріаз з метою можливості кращого огляду очного дна. При цьому в кон'юнктиву ока закрапують препарати, що розширюють зіницю. Це спричинює перехідний тимчасовий параліч м'яза-звужувача зіниці (musculus sphincter pupillae). Через відсутність акомодації і вільне попадання світлових променів на сітківку не рекомендується сідати за кермо. Тому, як правило, використовують короткодіючий парасимпатолітик (наприклад тропікамід). У той час як дія, наприклад, атропіну може зберігатися в залежності від концентрації і дозування до двох тижнів. Антихолінергічні засоби (тропікамід, атропін) при глаукомі протипоказані.
Патологічний мідріаз виникає при багатьох патологіях, зокрема при синдромі Аді.